# Холт (Мисури)
Холт (енгл. Holt) град је у америчкој савезној држави Мисури.

## Демографија
По попису из 2010. године број становника је 447, што је 42 (10,4%) становника више него 2000. године.
| Група             | 2000.       | 2010.       |
| Белци             | 391 (96,5%) | 403 (90,2%) |
| Афроамериканци    | 3 (0,7%)    | 3 (0,7%)    |
| Азијати           | 0 (0,0%)    | 5 (1,1%)    |
| Хиспаноамериканци | 4 (1,0%)    | 19 (4,3%)   |
| Укупно            | 405         | 447         |